# Kanal fatal
Kanal fatal ist eine Comedy-Reihe des Bayerischen Rundfunks.

## Geschichte
Die Sketchshow wurde seit 1986 von Veronika von Quast als Fräulein Vroni moderiert. Die erste Folge wurde am 10. Januar 1987 ausgestrahlt. 2011 feierte Kanal fatal mit der 400. Folge sein 25-jähriges Jubiläum. Gleichzeitig wurde das Format eingestellt.

## Konzept
Zwischen den Moderationen zeigte der „fiktive Fernsehsender“ teils vom BR selbst produzierte Sketche, teils wurden welche aus anderen Sendungen wie Grünwald Freitagscomedy, Die Komiker und Sketchup übernommen.
Namhafte Kabarettisten und Komiker hatten ihre ersten Erfolge bei Kanal fatal, so auch Monika Gruber in ihrer Rolle als Kellnerin Monique, die sie später zum Kabarett-Soloprogramm weiterentwickelte. In der Anfangszeit der Reihe war Hape Kerkeling als Studiosanitäter zu sehen, Willy Astor spielte einen Snob mit derben Sprüchen, Gabi Lodermeier die nervige Sekretärin Veiglhofer und April Hailer eine Quizassistentin.
Die Brüder Elmar und Fritz Wepper traten in Zwei Bayern im Weltall erstmals gemeinsam im Fernsehen auf. Das Komödiantenehepaar Claudia Schlenger und Hanns Meilhamer war als Herbert und Schnipsi regelmäßig Sketch-Gäste bei Kanal fatal.
Ein Running Gag war Fräulein Vronis Lebenshilfe für alleinstehende Ehemänner, die von ihrer „Unaussprechlichen“ verlassen wurden.
Bis zur letzten Staffel war ein Kennzeichen des „fiktiven TV-Senders“ der Anfang. Der herausfliegende Fernseher vom Balkon eines Bauernhauses markierte stets den Beginn der Sendung. Die lange Version des Vorspanns wurde durch eine kürzere ersetzt.
Ein weiterer Running Gag waren Fräulein Vronis Diskussionen mit ihren jeweiligen Assistenten. Diese Rolle wurde im Lauf der Zeit mehrfach gewechselt. Zuletzt war es Frau Mayerhöfer, die immer danach strebte, in die Welt der Schönen und Reichen aufgenommen zu werden, jedoch meistens bei diesen Bemühungen an den Umständen scheitert oder von Vroni gehindert wird. Ebenso versuchte Frau Mayerhöfer, immer über sich hinauszuwachsen (z. B. Teilnahme an einem Biathlon-Rennen am Marienplatz), was aber von Vroni oftmals hintertrieben wurde, sodass sich Frau Mayerhöfer mehr oder weniger in die Rolle der ewigen Assistentin zurückstellen musste.
Ein weiterer Höhepunkt war, dass in der Sendung immer ein Bier getrunken wurde, was nach Aussage von Fräulein Vroni das beste Getränk ist, weil es auch isotonisch ist. Am Schluss der Sendung lud Vroni ihre Assistenten immer zu Bier und Schweinsbraten ein. Meistens mussten aber die Gäste zahlen, was sich auch wieder zu einem Running Gag auswuchs.

## Assistenten
Fräulein Vroni wurde im Lauf der Jahre von wechselnden Assistenten unterstützt:
| Assistent                                           | Rolle                          | Folgen  |
| --------------------------------------------------- | ------------------------------ | ------- |
| Dieter Pfaff                                        | Dieter                         | 1–7     |
| Erwin Steinhauer                                    | Herr Erwin                     | 8–32    |
| Wichart von Roëll                                   | Herr Schröder                  | 33–136  |
| Gert Wiedenhofen                                    | alternder Hospitant            | 137–148 |
| Bruno Hetzendorfer                                  | High-Tecknolotschie-Spezialist | 149–185 |
| Markus Neumaier                                     | persönlicher Assistent         | 186–203 |
| Markus H. Eberhard                                  | persönlicher Assistent         | 204–243 |
| Wolfgang Freundorfer, Kathi Leitner, Stephan Zinner | persönliche Assistenten        | 244–334 |
| Simon Pearce, Kathi Leitner                         | persönliche Assistenten        | 335–400 |

## Weitere Figuren
In vielen frühen Folgen ab dem Jahr 1988 trat regelmäßig Günter Grünwald als Hausmeister Vinzenz Bamberger auf.